# أشرف الجبري
أشرف الجبري (مواليد 16 ديسمبر 2001). هو لاعب كرة قدم تونسي يلعب كمهاجم مع الترجي الرياضي التونسي في الدوري التونسي.

## إنجازاته

### مع الترجي الرياضي التونسي
- الدوري التونسي: 2023–24.[2]

## وصلات خارجية
- أشرف الجبري على موقع قاعدة بيانات كرة القدم.إي يو (الإنجليزية)
- أشرف الجبري على موقع Soccerway.com (الإنجليزية)
- أشرف الجبري على موقع كووورة